# Ian Mune
Ian Mune est un acteur, scénariste, réalisateur et producteur néo-zélandais né en 1941 à Auckland en Nouvelle-Zélande.

## Filmographie

### Comme acteur
- 1972 : Rangi's Catch : Jake
- 1977 : Hunter's Gold (série télévisée) : Marvello The Magician
- 1977 : Sleeping Dogs : Bullen
- 1977 : Moynihan (série télévisée)
- 1980 : Nutcase : U Boat Commodore
- 1983 : The Last Kids on Earth
- 1985 : Shaker Run : Barry Gordon
- 1985 : Dangerous Orphans : Hanna
- 1988 : Erebus: The Aftermath (feuilleton télévisé)
- 1988 : Backstage : Mangin
- 1992 : Marlin Bay (série télévisée) : Michael Weston
- 1992 : Shortland Street (série télévisée) : Wilbur Skeggins (unknown episodes)
- 1993 : La Leçon de piano (The Piano) : Reverend
- 1994 : Letter to Blanchy (série télévisée) : Colin (unknown episodes)
- 1994 : L'Âme des guerriers (Once Were Warriors) : Judge
- 1995 : Fallout (feuilleton TV) : Sir Robert Muldoon
- 1997 : The Last of the Ryans (TV) : Henry Bolte
- 1997 : Topless Women Talk About Their Lives
- 1999 : Nightmare Man : Worden
- 2000 : Savage Honeymoon : Gary
- 2001 : Cow : Short
- 2001 : Le Seigneur des anneaux : La Communauté de l'anneau (The Lord of the Rings: The Fellowship of the Ring) : Bounder
- 2003 : Lucy (TV) : Buster Keaton
- 2003 : Murder on the Blade (TV) : Judge
- 2004 : Spooked : Dave Johnson
- 2004 : Ike: Countdown to D-Day (TV) : Prime Minister Winston Churchill
- 2006 : Perfect Creature : Vampire

### Comme scénariste
- 1977 : Sleeping Dogs
- 1980 : Nutcase
- 1981 : Goodbye Pork Pie
- 1984 : The Silent One
- 1985 : Came a Hot Friday
- 1986 : Bridge to Nowhere
- 1988 : The Assassinator
- 1991 : The End of the Golden Weather
- 1997 : The Whole of the Moon
- 1999 : L'Âme des guerriers II (What Becomes of the Broken Hearted?)

### Comme réalisateur
- 1985 : Ray Bradbury présente ("The Ray Bradbury Theater") (série télévisée)
- 1985 : Came a Hot Friday
- 1986 : Bridge to Nowhere
- 1990 : The Grasscutter
- 1991 : The End of the Golden Weather
- 1994 : Letter to Blanchy (série télévisée)
- 1997 : The Whole of the Moon

### Comme producteur
- 1991 : The End of the Golden Weather